# Люксембург-Финдел
Аэропорт Люксембурга (люкс. Fluchhafe Lëtzebuerg, фр. Aéroport de Luxembourg, нем. Flughafen Luxemburg) (ИАТА: LUX, ИКАО: ELLX) — главный аэропорт Люксембурга. Ранее назывался Аэропорт Люксембург-Финдел из-за своего расположения в Финделе, это единственный международный аэропорт Люксембурга и единственный аэропорт в стране с взлетно-посадочной полосой с твердым покрытием. Он расположен в 6 км к востоку от города Люксембург. В 2019 году он обслужил 4,4 миллиона пассажиров. Это крупный грузовой аэропорт, занимающий пятое место в Европе по грузовому тоннажу и 28-е место в мире в 2010 году. Luxair, национальная авиакомпания Люксембурга, и грузовая авиакомпания Cargolux имеют свои головные офисы на территории аэропорта.

## История

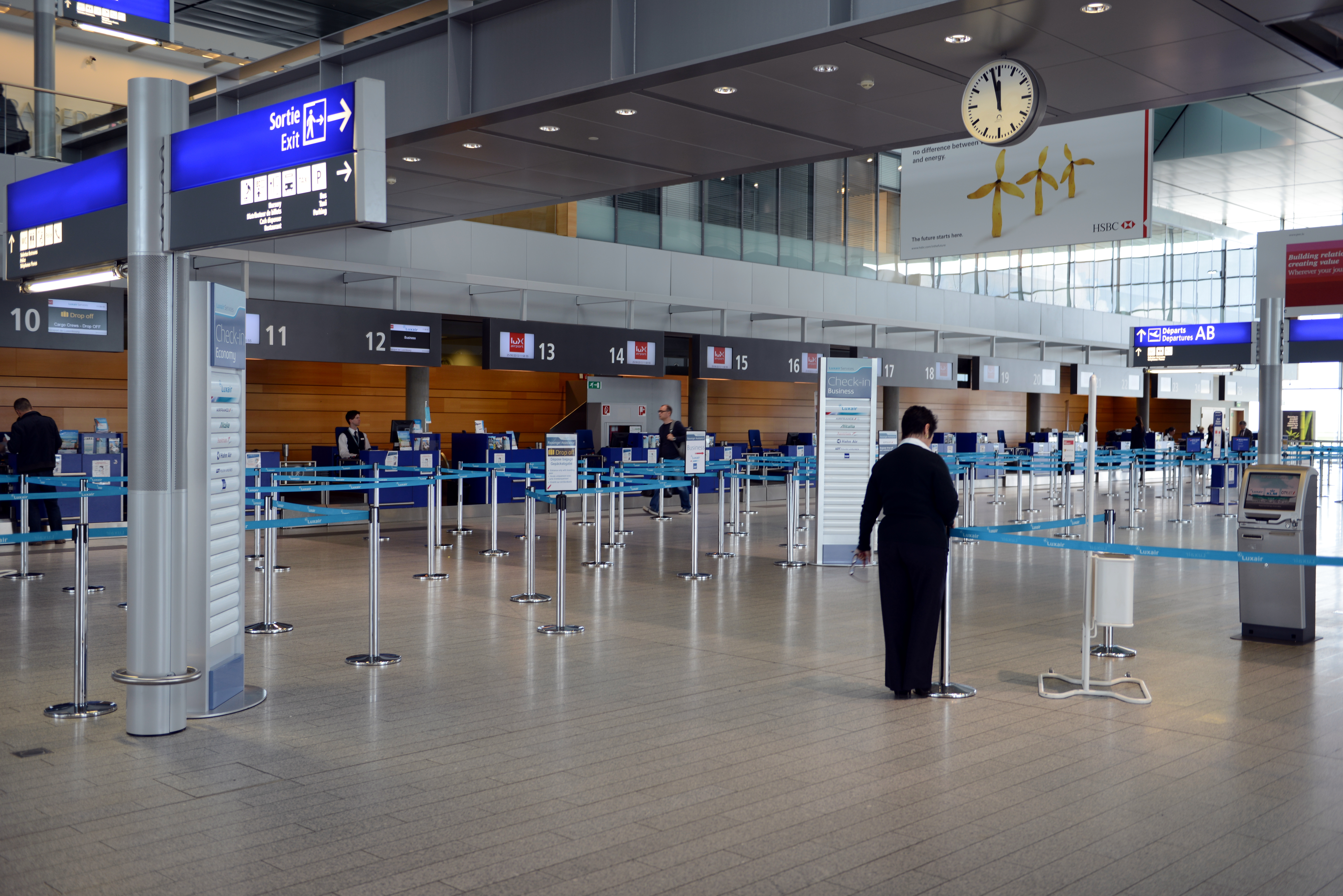
Интерьер терминала.

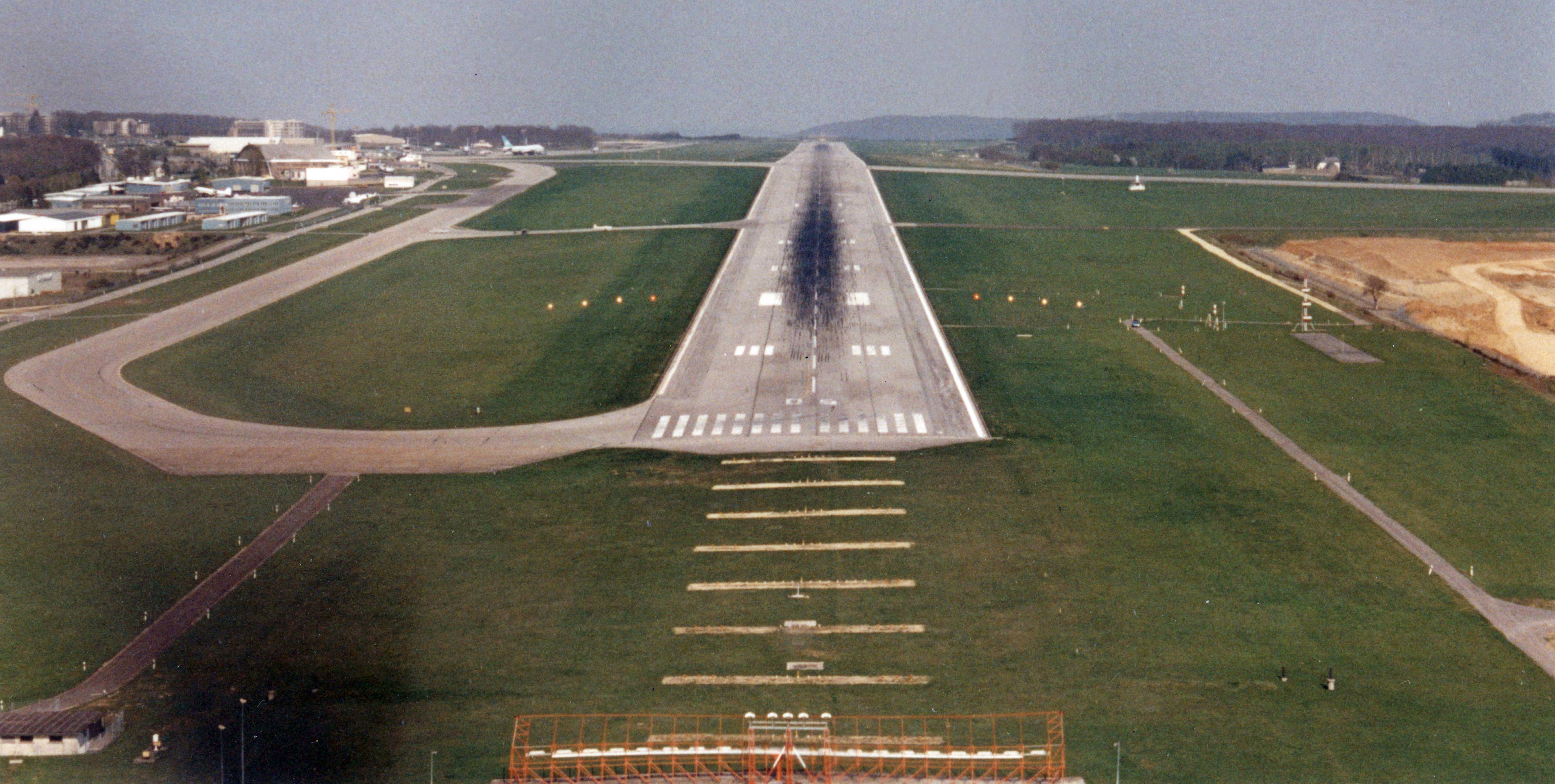
Посадка в аэропорту.

### Ранние годы
Первоначально аэропорт назывался «Аэропорт Сандвейлер» и был открыт в 1930-х годах как небольшой травяной аэродром с относительно короткой взлетно-посадочной полосой длиной 1000 м.

### Вторая Мировая Война
Нейтральный Люксембург был захвачен Германией 10 мая 1940 года, а 21 мая Люфтваффе направило в аэропорт 53-ю истребительную эскадру, с самолётами Messerschmitt Bf 109. 53-я эскадрилья участвовала в боях против французских и британских экспедиционных сил во время битвы за Францию в мае и июне. Кроме того, 52-я истребительная эскадрилья эксплуатировала Bf 109 от из аэропорта во время блицкрига. Позднее JG 52 была переведена во Францию 29 мая, но JG 53 оставалась в Люксембурге до 18 августа, когда она была переведена ближе к Ла-Маншу, чтобы принять участие в битве за Британию.
Затем аэропорт Сандвейлер не использовался Люфтваффе до сентября 1944 года, когда к аэропорту была приписана Aufklärungsgruppe 123 (AKG 123), разведывательное подразделение, которое использовало Henschel Hs 126, двухместные разведывательно-наблюдательные самолёты. AKG 123 была переведена в Германию за несколько дней, до того, как армия Соединенных Штатов вошла в Люксембург и освободила страну от оккупационных немецких войск.

### Использование союзниками
Боевые инженеры армии США прибыли в Сандвейлер в середине сентября 1944 года и провели небольшую реконструкцию, чтобы подготовить аэродром для приема боевых самолётов 9-й воздушной армии. Аэродром был обозначен как Advanced Landing Ground «A-97» Sandweiler и был открыт 18 сентября 1944 года. 363-я тактическая разведывательная группа 9-й воздушной армии использовала различные фоторазведывательные самолёты до 29 октября 1944 года, когда они были перебазированы на аэродромы на западе Германии.
Аэропорт Сандвейлер использовался американцами до конца войны в качестве аэродрома транспортного снабжения, а также для эвакуации раненых в Великобританию. Он был возвращен под контроль Люксембурга 15 августа 1945 года.

### Современность
В конце 1960-х и 1970-х Icelandair использовала аэропорт Финдель в качестве своего европейского хаба, соединявшего города Северной Америки с Европой в Люксембурге.
Используя Boeing 767, Luxair открыла прямые рейсы в Ньюарк в марте 1999 года. Маршрут оказался убыточным, поэтому в том же году перевозчик отменил его. Три года спустя TAROM начал выполнять рейсы из Бухареста в Нью-Йорк через Люксембург, пытаясь увеличить количество пассажиров.
Аэропорт Люксембурга построил зону строгого режима вдали от большинства зданий аэропорта, чтобы привлечь бизнес по перевозке ценных товаров, таких как предметы искусства и драгоценности. По словам компании Hiscox, существует «огромный спрос» на такой узел для перевозки ценных грузов. Самолёты выруливают из основных объектов аэропорта перед погрузкой.
В 2015 году авиакомпанией с наибольшей долей в общем пассажиропотоке аэропорта по-прежнему оставалась Luxair с 1,69 миллионами пассажиров и долей 63 %.
Аэропорт Люксембурга был закрыт для всех пассажирских перевозок на неделю с 23 по 29 марта 2020 года в качестве меры общественного здравоохранения во время пандемии COVID-19.

## Терминалы

### Терминал А
Построенное в 1975 году, здание было единственным терминалом аэропорта в течение 30 лет, пока в 2004 году не открылся терминал B. Терминал становился переполненным, особенно в летний период, и в нём было всего четыре магазина, почта и ресторан. Терминал начали сносить в конце 2011 года и завершили к марту 2012 года; это должно было освободить место для пешеходного моста, соединяющего терминал B с новым терминалом A. Строительство нового терминала A началось в 2005 году и было завершено в мае 2008 года.

### Терминал Б
Терминал B открылся в 2004 году. Здание уникально тем, что в нём есть только гейты, нет стоек регистрации или зала прибытия. Он был построен для небольших самолётов с максимальной вместимостью 50 человек. Он может обслуживать до 600 000 пассажиров в год. Терминал вновь открылся летом 2017 года после некоторых изменений для возможности обслуживания самолётов вместимостью до 110 пассажиров и в общей сложности 1 миллион пассажиров в год.

## Авиакомпании и направления

### Пассажирские
Следующие авиакомпании выполняют регулярные или чартерные рейсы из аэропорта Люксембурга:

## Статистика

### Пассажиропоток
Данные из запроса в Викиданные.
| 1950  | 1960   | 1970    | 1980    | 1990      | 1995      | 2000      | 2005      | 2010      | 2012      | 2014      | 2016      | 2018      | 2019      | 2020      |
| ----- | ------ | ------- | ------- | --------- | --------- | --------- | --------- | --------- | --------- | --------- | --------- | --------- | --------- | --------- |
| 6 525 | 55 591 | 476 938 | 670 159 | 1 072 264 | 1 267 640 | 1 669 484 | 1 573 825 | 1 630 027 | 1 919 694 | 2 467 864 | 3 022 918 | 4 036 878 | 4 416 038 | 1 446 354 |

### Трафик
|                     | 1990        | 1995        | 2000        | 2005        | 2010        | 2012        | 2014        | 2016        | 2018        | 2019        | 2020        |
| ------------------- | ----------- | ----------- | ----------- | ----------- | ----------- | ----------- | ----------- | ----------- | ----------- | ----------- | ----------- |
| Международные рейсы | 39 738      | 46 586      | 61 189      | 65 446      | 57 537      | 59 785      | 62 260      | 69 577      | 79 101      | 80 557      | 43 635      |
| Местные рейсы       | 22 976      | 24 912      | 24 322      | 24 211      | 22 957      | 21 378      | 21 962      | 16 825      | 15 485      | 14 428      | 21 066      |
| Грузопоток (кг.)    | 142 956 417 | 286 380 935 | 499 910 851 | 742 341 598 | 705 079 728 | 614 904 815 | 708 077 753 | 801 807 232 | 894 648 866 | 853 354 139 | 905 222 594 |
| Ночные рейсы        |             | 764         | 886         | 1 069       | 1 550       | 1 256       | 1 554       | 1 991       | 2145        | 1951        | 1420        |

|                    | 1950  | 1955  | 1960  | 1965  | 1970   | 1975   | 1980   | 1985   | 1990   | 1995   | 2000   | 2005   | 2010   | 2015   | 2019   | 2020   |
| ------------------ | ----- | ----- | ----- | ----- | ------ | ------ | ------ | ------ | ------ | ------ | ------ | ------ | ------ | ------ | ------ | ------ |
| 0-2т. Пропеллерные | 2 656 | 8 569 | 9 796 | 8 744 | 14 174 | 33 657 | 36 415 | 39 325 | 29 015 | 28 386 | 28 468 | 25 119 | 23 481 | 22 346 | 16 472 | 20 339 |
| 2-5т. Пропеллерные | 338   | 136   | 313   | 1 553 | 982    | 1 794  | 1 802  | 1 549  | 1 919  | 2 028  | 1 955  | 5 834  | 5 158  | 4 167  | 3 932  | 5 170  |
| >5т. Пропеллерные  | 608   | 2 688 | 4 016 | 6 853 | 7 927  | 6 945  | 7 554  | 12 266 | 18 043 | 22 660 | 19 536 | 7 581  | 11 034 | 14 817 | 21 862 | 9 173  |
| Реактивные         |       |       |       | 390   | 2 952  | 6 683  | 8 833  | 9 271  | 13 737 | 16 588 | 35 552 | 51 123 | 40 821 | 43 701 | 52 719 | 30 020 |

### Самые загруженные направления
| 1         | Порту     | 339,505 |
| 2         | Лиссабон  | 311,867 |
| 3         | Мюнхен    | 216,312 |
| 4         | Франкфурт | 202,300 |
| 5         | Амстердам | 184,711 |
| Источник: |           |         |

## Обвинение в языковой дискриминации
В 2021 году было объявлено, что публичные объявления на люксембургском и немецком языках в аэропорту Люксембурга прекратятся после многих десятилетий использования; для будущих публичных объявлений будет использоваться только французский и английский языки. Actioun Lëtzebuergesch заявила, что крайне расстроена этой новой правительственной мерой, сославшись на то, что в других аэропортах мира, нет проблем с публичными объявлениями на нескольких языках; согласно опросу, проведенному AL, 92,84 % опрошенных жителей Люксембурга хотели бы, чтобы публичные объявления в аэропорту делались на люксембургском языке.
Все письменные указатели в аэропорту Люксембурга только на французском и английском языках. Это неиспользование люксембургского и немецкого (два официальных языка Люксембурга) вызвало заявления о языковой дискриминации, некоторые отмечают, что в других аэропортах, похоже, не возникает проблем с использованием до 4 разных языков в письменных знаках. К примеру, в аэропорту Пальма-де-Мальорки используется каталонский, английский, испанский и немецкий языки, причем последний даже не имеет официального статуса в стране.

## Наземный транспорт
До аэропорта можно добраться по автостраде A1 (Люксембург — Трир), а также он связан с окрестностями общественным автобусным маршрутом 29, который также доходит до железнодорожного вокзала Люксембурга, и автобусным маршрутом 16, а также трансграничным автобусом, обслуживающим приграничный город Трир в Германии. Планировалось, что в 2024 году в аэропорт будет построена трамвайная линия.
2 марта 2025 открыта конечная остановка городского трамвая.

## Авиакатастрофы и происшествия
- 22 декабря 1969 года самолёт Vickers Viscount (бортовой номер LX-LGC), прибывавший из Франкфурта, попал в снежный холмик на взлётно-посадочной при сложных метеоусловиях в люксембургском аэропорту. Никто не погиб, но самолёт не подлежал восстановлению, и был списан в мае следующего года[45][46].
- 29 сентября 1982 года Ил-62 авиакомпании Аэрофлот, следовавший по маршруту Москва—Люксембург—Шаннон—Гавана—Манагуа—Лима вылетел за пределы взлетно-посадочной полосы при посадке. В результате аварии погибли 7 человек из 77, находившихся на борту[47].
- 6 ноября 2002 самолёт Fokker 50 (бортовой номер LX-LGB), летевший из Берлина, упал в поле близ деревни Нидеранвен во время приближения к люксембургскому аэропорту. Погибли 18 из 19 пассажиров и 2 из 3 членов экипажа.
- 21 января 2010 года, грузовой Boeing 747-400 авиакомпании Cargolux (бортовой номер LX-OCV) при посадке сбил автомобиль, находившийся на ВПП. Автомобиль получил значительные повреждения, а самолёт повредил шину. По этому инциденту проведено три расследования[48].
- 15 апреля 2023 года самолёт Cargolux Boeing 747-400, следовавший из международного аэропорта Аль-Мактум в Дубае получил повреждения после жесткой посадки. Самолёт жестко приземлился на левое крыло, затем перед посадкой ушел на второй круг с повреждением двигателя номер 2 и внутренней части левого крыла. В результате инцидента никто не пострадал[49].